# التقسيم الإداري في إسكتلندا
لأغراض الحكومة المحلية قسمت اسكتلندا إلى 32 منطقة عينت كمجلس مناطق وتدار بواسطة سلطة وحدوية (unitary authorities). معينه كمجالس. ولديها الخيارات تحت قانون الحكومة المحلية (الأسماء الغيلية) (اسكتلندا) لعام 1997 لتعرف باسم كمهير  (بالعربية: الناصح وبالغيلية: comhairle) عند اختيار الأسماء الغيلية، فقط مجلس الجزر الغربية مجلس أعالي الأراضي (Comhairle Nan Eilean Siar - Council of the Western Isles) اختار هذا الخيار بينما تبني Highland Council Comhairle na Gaidhealtachd) الغيلية جنباً إلى جنب الإنجليزية بشكل غير رسمي.
مجلس المناطق أنشئ في الأول من أبريل عام 1996 تحت طائلة قانون الحكومة المحلية (اسكتلندا) لعام 1994. 
تاريخياً قسمت اسكتلندا إلى 34 مقاطعة (County) أو ريف (شير Shire) وعلى الرغم من أن ليس لها قيمة إدارية حالياً إلا انها تستخدم لإغراض ثقافية وجغرافية.

## تاريخ التقسيمات الإدارية في اسكتلندا
البورو (تجمع سكني أكبر حجما من البلدة واقل من المدينة)  التقليدية كانت ولا زالت الوحدة الرئيسية للحكوم المحلية الاسكتلندية ولها استقلالية كبيرة مع حق التمثيل في البرلمان الإسكتلندي. حتى بعد قانون الاتحاد لعام 1707 استمرت البورو في كونها الوحدة الاساسية في التقسيم الإداري. حتى عام 1889 الإبريشية والبورو كانت أساس الإدارة المحلية.
السنين التي تبعت 1889 شهدت ظهور الهيكل التنظيمي للحكومة المحلية وتشمل المقاطعات ومقاطعات المدن والبوروات الكبيرة والصغيرة.
من 16 مايو وحتى 31 مارس 1996 أقسام الحكومة المحلية تتكون من مستوى أعلى وهو الأقاليم (regions) كل إقليم يحتوى على مستوى أقل يسمى الضاحية باستثناء مناطق مجالس الجزر وهي وحيدة الطبقة.
إصلاح الحكومة المحلية لعام 1996 في اسكتلندا والذي سن بقانون الحكومة المحلية (اسكتلندا) لعام 1994، وتم بمثابرة تفادي إطلاق مسمى على الوحدات الإدارية والتي تدار بواسطة سلطات وحدوية في القانون السابق الذكر. حدود صلاحيات كل مجلس غالباً ما تختلف عن الحدود التي وضعت لتقسيم عام 1970 والحدود للمقاطعات التي إنشت في عام 1889، والتي بدورها كانت مقامة على أساس المقاطعات الريفية للشريفية (منقطة إدارية تدار بواسطة شريف تابع للتاج الإسكتلندي)، والتي إنشئت بواسطة مالكوم الثالث (Malcolm III). ومع وضع البوروات بالحسبة يظهر مدى التعقيد للهيكل التنظيمي للإدارة المحلية. لذلك لم يعرف المسمى الصحيح أو الأصح الذي يمكن إطلاقه على المناطق والتي تدار بواسطة سلطات وحدوية. 

## السلطات الوحدوية
| الأسم                                  | المساحة (بالميل المربع) | المساحة (كم²) | تعداد السكان (2011) | الكثافة السكانية (كم²) |
| البر الرئيسي                           | البر الرئيسي            | البر الرئيسي  | البر الرئيسي        | البر الرئيسي           |
| -------------------------------------- | ----------------------- | ------------- | ------------------- | ---------------------- |
| مدينة أبردين - Aberdeen City           | 70                      | 182           | 222,800             | 1224                   |
| أبردينشير - Aberdeenshire              | 2,439                   | 6,317         | 253,000             | 40                     |
| أنغوس - Angus                          | 843                     | 2,184         | 116,000             | 53                     |
| أرغايل وبيوت - Argyll and Bute         | 2,712                   | 7,023         | 88,200              | 13                     |
| كلاكمانأنشاير - Clackmannanshire       | 61                      | 158           | 51,400              | 325                    |
| دمفريز وغالاوي - Dumfries and Galloway | 2,489                   | 6,446         | 151,300             | 23                     |
| مدينة دندي - Dundee City               | 21                      | 55            | 147,300             | 2678                   |
| شرق أيرشاير - East Ayrshire            | 492                     | 1,275         | 122,700             | 96                     |
| شرق دنبارتنشير - East Dunbartonshire   | 68                      | 176           | 105,000             | 597                    |
| شرق لوثيان - East Lothian              | 257                     | 666           | 99,700              | 150                    |
| شرق رينفروشاير - East Renfrewshire     | 65                      | 168           | 90,600              | 539                    |
| مدينة أدنبره - City of Edinburgh       | 100                     | 260           | 476,600             | 1833                   |
| فالكيرك - Falkirk                      | 113                     | 293           | 156,000             | 532                    |
| فايف - Fife                            | 517                     | 1,340         | 365,200             | 273                    |
| غلاسكو - Glasgow City                  | 68                      | 175           | 593,200             | 3390                   |
| هايلاند - Highland                     | 11,838                  | 30,659        | 232,100             | 9                      |
| أنفركلايد - Inverclyde                 | 64                      | 167           | 81,500              | 488                    |
| ميدلوثيان - Midlothian                 | 135                     | 350           | 83,200              | 238                    |
| موراي - Moray                          | 864                     | 2,237         | 93,300              | 42                     |
| شمال أيرشاير - North Ayrshire          | 343                     | 888           | 138,200             | 156                    |
| شمال لانركشير - North Lanarkshire      | 184                     | 476           | 337,800             | 710                    |
| بيرث وكينروس - Perth and Kinross       | 2,083                   | 5,395         | 146,700             | 27                     |
| رينفروشاير - Renfrewshire              | 102                     | 263           | 174,900             | 665                    |
| الحدود الاسكتلندية Scottish Borders    | 1,825                   | 4,727         | 113,900             | 24                     |
| جنوب أيرشاير - South Ayrshire          | 475                     | 1,230         | 112,800             | 92                     |
| جنوب لانركشير - South Lanarkshire      | 686                     | 1,778         | 313,800             | 176                    |
| ستيرلينغ - Stirling                    | 866                     | 2,243         | 90,200              | 40                     |
| غرب دنبارتنشير - West Dunbartonshire   | 68                      | 176           | 90,700              | 515                    |
| غرب لوثيان - West Lothian              | 165                     | 427           | 175,100             | 410                    |
| إجمالي البر الرئيسي                    | 28,260                  | 73,193        | 5,223,100           | 71                     |
| الجزر                                  |                         |               |                     |                        |
| نا هيلانان شير - Na h-Eileanan Siar    | 1,185                   | 3,070         | 27,700              | 8                      |
| جزر أوركني - Orkney Islands            | 396                     | 1,025         | 21,400              | 21                     |
| جزر شتلاند - Shetland Islands          | 568                     | 1,471         | 23,200              | 15                     |
| إجمالي الجزر                           | 2,149                   | 5,566         | 72,300              | 13                     |
| إجمالي اسكتلندا                        | 30,409                  | 78,759        | 5,295,400           | 67                     |

المصدر: تعداد 2011 لاسكتلندا 

## تقسيمات أخرى
اسكتلندا لها تقسيمات أخرى وبعضها يتم إدارتها بواسطة مجالس مشتركة.

### الشرطة وخدمات الإطفاء
منذ الأول من إبريل 2013 الشرطة وخدمات الإطفاء أصبحت مركزية تحت وحدة قوة الشرطة الوطنية ووحدة خدمات الإطفاء الوطنية. وسميت قوة الشرطة رسميا بأسم خدمة الشرطة لاسكتلندا حسب قانون الإصلاح للشرطة والإطفاء (اسكتلندا) لعام 2012 (بالغليلية: Seirbheis Phoilis na h-Alba). وسميت خدمات الإطفاء كما ورد في القانون السابق الذكر خدمة الإطفاء والأنقاذ لاسكتلندا (SFRS).

#### تاريخياً

##### (قبل 1975)
كانت الشرطة من مسؤوليات المدن والبوروات لاسكتلندا (أنظر بوروات اسكتلندا)

##### (1975 - 2013)
خدمات الإطفاء والشرطة خلال الحقبة من 1975 إلى 1996 لأقاليم وضواحي ومناطق مجالس الجزر
| الخدمة                                                | المنطقة الأصلية (الأقليم سابقاً) | يخدم مجالس المناطق التالية |
| ----------------------------------------------------- | ------------------------------- | --- |
| شرطة وسط اسكتلندا خدمة إطفاء وإنقاذ وسط اسكتلندا      | الوسط                           | كلاكمانأنشاير، فالكيرك، ستيرلينغ |
| شرطة دومفريز وغالاوي خدمة إطفاء وإنقاذ دمفريز وغالاوي | دومفريز وغالاوي                 | دومفريز وغالاوي |
| شرطة فايف خدمة إطفاء وإنقاذ فايف                      | فايف                            | فايف |
| شرطة جرامبيان خدمة إطفاء وإنقاذ جرامبيان              | جرامبيان                        | مدينة أبردين، أبردينشير، موراي |
| شرطة لوثيان والحدود خدمة إطفاء وإنقاذ لوثيان والحدود  | لوثيان                          | مدينة أدنبره، ميدلوثيان، الحدود الاسكتلندية، غرب لوثيان                                                                                                  |
| شرطة الشمالي خدمة إطفاء وإنقاذ هايلاند والجزر         | هايلاند وأوركني وجزر شيتلاند    | هايلاند، نا هيلانان شير (الجزر الغربية)، جزر أوركني، جزر شتلاند                                                                                          |
| شرطة ستراثكلايد خدمة إطفاء وإنقاذ ستراثكلايد          | ستراثكلايد                      | أرغايل وبيوت، شرق أيرشاير، شرق دنبارتنشير، رينفروشاير، مدينة غلاسكو، أنفركلايد، شمال أيرشاير، شمال لانركشير، جنوب أيرشاير، جنوب لانركشير، غرب دنبارتنشير |
| شرطة تايسايد خدمة إطفاء وإنقاذ تايسايد                | تايسايد                         | أنغوس، مدينة دندي، بيرث وكينروس |

### الانتخابات والتقيم
هناك عدة مجالس مشتركة للتسجيل للانتخابات (مكتب تسجيل الأنتخابات) وأغراض تقيم الممتلكات لتقدير ضرائب المجلس وقيمتها.
| مجلس التسجيل                                 | يغطي مناطق المجلس                            |
| -------------------------------------------- | -------------------------------------------- |
| أيرشاير (إيرشاير وأران - Ayrshire and Arran) | شرق إيرشاير، شمال إيرشاير، جنوب إيرشاير      |
| الحدود                                       | الحدود الاسكتلندية                           |
| وسط اسكتلندا                                 | كلاكمانأنشاير، فالكيرك، ستيرلينغ             |
| دمفريز وغالاوي                               | دمفريز وغالاوي                               |
| دنبارتنشير وأرغايل وبيوت                     | أرغايل وبيوت، شرق دنبارتنشير، غرب دنبارتنشير |
| فايف                                         | فايف                                         |
| جرامبيان                                     | أبردين، أبردينشير، موراي                     |
| غلاسكو                                       | غلاسكو                                       |
| هايلاند والجزر الغربية                       | هايلاند، نا هيلانان شير (الجزر الغربية)      |
| لانركشير                                     | شمال لانركشير، جنوب لانركشير                 |
| لوثيان                                       | شرق لوثيان، إدنبرة، ميدلوثيان، غرب لوثيان    |
| أوركني وشتلاند                               | جزر أوركني، جزر شتلاند                       |
| رينفروشاير                                   | شرق رينفروشاير، أنفركلايد، رينفروشاير        |
| تايسايد                                      | أنغوس، دندي، بيرث وكنروس                     |

### الصحة
| مجلس الصحة                  | مناطق المجلس                                                                        |
| --------------------------- | ----------------------------------------------------------------------------------- |
| إيرشاير وأران               | شرق إيرشاير، شمال إيرشاير، جنوب إيرشاير                                             |
| الحدود                      | الحدود الاسكتلندية                                                                  |
| دمفريز وغالاوي              | دمفريز، غالاوي                                                                      |
| فايف                        | فايف                                                                                |
| فورث فالي (وسط اسكتلندا)    | كلاكمانأنشاير، فالكيرك، ستيرلينغ                                                    |
| جرامبيان                    | أبردينشير، مدينة أبردين، موراي                                                      |
| غلاسكو العظمي وكلايد        | مدينة غلاسكو، شرق دنبارتنشير، شرق رينفروشاير، أنفركلايد، رينفروشاير، غرب دنبارتنشير |
| هايلاند                     | أرغايل وبيوت، هايلاند                                                               |
| لانركشير                    | شمال لانركشير، جنوب لانركشير                                                        |
| لوثيان                      | مدينة إدنبرة، شرق لوثيان، ميدلوثيان، وسط غرب لوثيان                                 |
| أوركني                      | جزر أوركني                                                                          |
| شتلاند                      | جزر شتلاند                                                                          |
| تايسايد                     | أنغوس، مدينة دندي، بيرث وكنروس                                                      |
| الجزر الغربية (هيلانان شير) | نا هيلانان شير (الجزر الغربية)                                                      |

حتى غرة إبريل عام 2014 بلدات كامبسلانغ (Cambuslang) وورثرغلين (Rutherglen) تابعة مجلس صحة غلاسكو وكلايد على الرغم من موقها في جنوب لانركشاير. وهم الآن تابعين لمركز صحة لانركشاير.

### النقل
أنشئت حكومة اسكتلندا عدة «شركاء نقل إقليميين» لبدأ سياسة النقل في الأقاليم. وهم يتبعون المجاميع التالية: 
| مجلس النقل                                                   | مناطق المجلس |
| ------------------------------------------------------------ | --- |
| نيسترانز - NESTRANS                                          | أبردين، أبردينشير |
| تاكتران - TACTRAN                                            | أنغوس، مدينة دندي، بيرث وكنروس، ستيرلينغ |
| هايترانز - HITRANS                                           | أرغايل وبيوت (ما عدا هلينزبورو ولومند Helensburgh، Lomond)، هايلاند، موراي، الجزر الغربية، أوركني                                                                                        |
| زتترانز - ZetTrans                                           | شتلاند |
| سيستران - SEStran                                            | إدنبرة، كلاكمانأنشاير، شرق لوثيان } فالكيرك، ميدلوثيان، فايف، الحدود الاسكتلندية، غرب لوثيان                                                                                             |
| سويسترانز - SWESTRANS                                        | دمفريز وغالاوي |
| شراكة ستلاثكلايد النقل Strathclyde Partnership for Transport | أرغايل وبيوت (فقط هلينزبورو ولومند) غرب دنبارتنشير، شرق دنبارتنشير، شمال لانركشير، جنوب لانركشير، غلاسكو، شرق رينفروشاير، رينفروشاير، أنفركلايد، شرق إيرشاير، شمال إيرشاير، جنوب إيرشاير |

### الإحصاء (يوروستات)
حسب تقسيم مديرية الإحصاء لمفوضية الاتحاد الأوروبي (يوروستات) أعطي المستوى الأول للتقسيم في اسكتلندا الرمز "UKM" وقسم كالأتي:
| التقسيم الأول         | الرمز | التقسيم الثاني | الرمز | التقسيم الثالث      | الرمز |
| --------------------- | ----- | --- | ----- | ------------------- | ----- |
| اسكتلندا              | UKM   | اسكتلندا الشرقية | UKM2  | أنغوس ودندي         | UKM21 |
|                       |       | اسكتلندا الشرقية | UKM2  | كلاكمانأنشاير وفايف | UKM22 |
| شرق لوثيان وميدلوثيان | UKM23 | اسكتلندا الشرقية | UKM2  |                     |       |
| الحدود الاسكتلندية    | UKM24 | اسكتلندا الشرقية | UKM2  |                     |       |
| إدنبرة                | UKM25 | اسكتلندا الشرقية | UKM2  |                     |       |
| فالكيرك               | UKM26 | اسكتلندا الشرقية | UKM2  |                     |       |
| بيرث وكنروس وستيرلينغ | UKM27 | اسكتلندا الشرقية | UKM2  |                     |       |
| غرب لوثيان            | UKM28 | اسكتلندا الشرقية | UKM2  |                     |       |
| اسكتلندا الجنوب غربية | UKM3  | شرق دنبارتنشير وغرب دنبارتنشير وهيلينزبورو ولومند                                                                       | UKM31 |                     |       |
| اسكتلندا الجنوب غربية | UKM3  | دمفريز وغالاوي | UKM32 |                     |       |
| اسكتلندا الجنوب غربية | UKM3  | شرق وشمال إيرشاير ومينلاند                                                                                              | UKM33 |                     |       |
| اسكتلندا الجنوب غربية | UKM3  | غلاسكو | UKM34 |                     |       |
| اسكتلندا الجنوب غربية | UKM3  | أنفركلايد وشرق رينفروشاير ورينفروشاير                                                                                   | UKM35 |                     |       |
| اسكتلندا الجنوب غربية | UKM3  | شمال لانركشير | UKM36 |                     |       |
| اسكتلندا الجنوب غربية | UKM3  | جنوب إيرشاير | UKM37 |                     |       |
| اسكتلندا الجنوب غربية | UKM3  | جنوب لانركشير | UKM38 |                     |       |
| اسكتلندا الشمال شرقية | UKM5  | أبردين وأبردينشير | UKM50 |                     |       |
| هايلاند والجزر        | UKM6  | كايثنيس وسوثرلاند وروس وكرومارتي Caithness and Sutherland, and Ross and Cromarty                                        | UKM61 |                     |       |
| هايلاند والجزر        | UKM6  | إنفرنيس، نايرن (Nairn) وموراي وستراثسبي (Strathspey) وبادنوخ إن (Badenoch an)                                           | UKM62 |                     |       |
| هايلاند والجزر        | UKM6  | لاكهبر (Lochaber) وسكاي (Skye) ولاكهلش (Lochalsh) وأران وكبراي (Cumbrae) وأرغايل وبيوت (ما عدا ما عدا هلينزبورو ولومند) | UKM63 |                     |       |
| هايلاند والجزر        | UKM6  | هيلانان شير (الجزر الغربية)                                                                                             | UKM64 |                     |       |
| هايلاند والجزر        | UKM6  | جزر أوركني | UKM65 |                     |       |
| هايلاند والجزر        | UKM6  | جزر شتلاند ]] | UKM66 |                     |       |

### تسجيل العقار
نظام التسجيل العقاري الحالي في اسكتلندا يقسمها إلى 33 مقاطعة ، وأنشئت في فترة ما بين عام 1981 إلى عام 2003. وهي تشابه المقاطعات الإدارية التي أنشئت ما قبل 1975 مع غلاسكو كأول مقاطعة أنشئت لتسجيل العقار.

## الشريفية
الشريفية هي مناطق صلاحيات. منذ الأول من يناير عام 1975 كان عددها 6 وهي:
- غلاسكو، ستراثكلفن
- جرامبيان، هايلاند، الجزر
- لوثيان، الحدود
- شمال ستراثكلايد
- جنوب ستراثكلايد، دمفريز، غالاوي
- تايسايد، والوسط، فايف

## الإبريشيات المدنية
قسمت اسكتلندا إلى 871 إبريشية مدنية والتي تشابه بالإسم وتختلف قانونياً عن الإبريشيات الإكريليكية. وعلى الرغم من أن هذه الإبريشيات ليس لها أي وظيفة إدارية منذ عام 1930 إلا أنها لا تزال موجودة وتستخدم لأغراض الإحصاء والتعداد السكاني. والعديد من هذه الإبريشيات كونت مناطق التسجيل الحالية. وحدث تغيرات عدة في حدودها خلال السنوات السابقة وقد تكون منطقة موجودة سابقاً في إبريشية قد لا توجد بها حالياً. وكذلك حدود المقاطعات (التي تستخدم في التسجيل العقاري) أيضاً حدث بها تغير على مر السنين على نحو أن بعض الأبريشيات المذكورة تاريخياً (بشكل عام قبل العقد 1860) في مقاطعة ما قد لا توجد فيها حالياً وقد توجد في مقاطعة مجاورة وكنتيجة توجد في مجلس منطقة أخرى.

## المجتمعات
المستوى الأساسي للتقسيم في اسكتلندا هي المجتمعات (Communities) والتي تنتخبمجلس مجتمعات (Council Communities). ودورها الأساسي بتشكل رأي محلي للجسم الإداري الأكبر منها. توجد تقريبا 1200 مجتمع في اسكتلندا. ولا تحتوى كل المجتمعات على مجلس وبعضها لديه مجلس مشترك.
تشابه المجتمعات في اسكتلندا الإبريشيات المدنية في إنجلترا.